# Rocha melanocrática
Rocha melanocrata é a designação usada para descrever uma rocha ígnea (magmática) de cor escura, ou seja mais escura do que os mesocratas e assim também mais escura do que os leucocratas, isto é, essencialmente constituída por minerais máficos (e como tal pobre em minerais félsicos, minerais à base de Ferro, Fe), ou seja minerais à base de Magnésio, Mg, tais como olivinas, piroxenas e biotites. Uma rocha melanocrata é uma rocha com caractér básico e baixo teor em sílica (> 43 < 52), tem alta percentagem de minerais ferromagnesianos. Exemplos destas rochas são o basalto (textura afanítica) e o gabro (textura fanerítica).